# فرودگاه کرستون
فرودگاه کرستون (به انگلیسی: Creston Aerodrome) یک فرودگاه همگانی است که یک باند فرود آسفالت دارد و طول باند آن ۱۲۰۲ متر است. این فرودگاه در کشور کانادا قرار دارد و در ارتفاع ۶۳۸ متری از سطح دریا واقع شده‌است.